# Starý Sedloňov

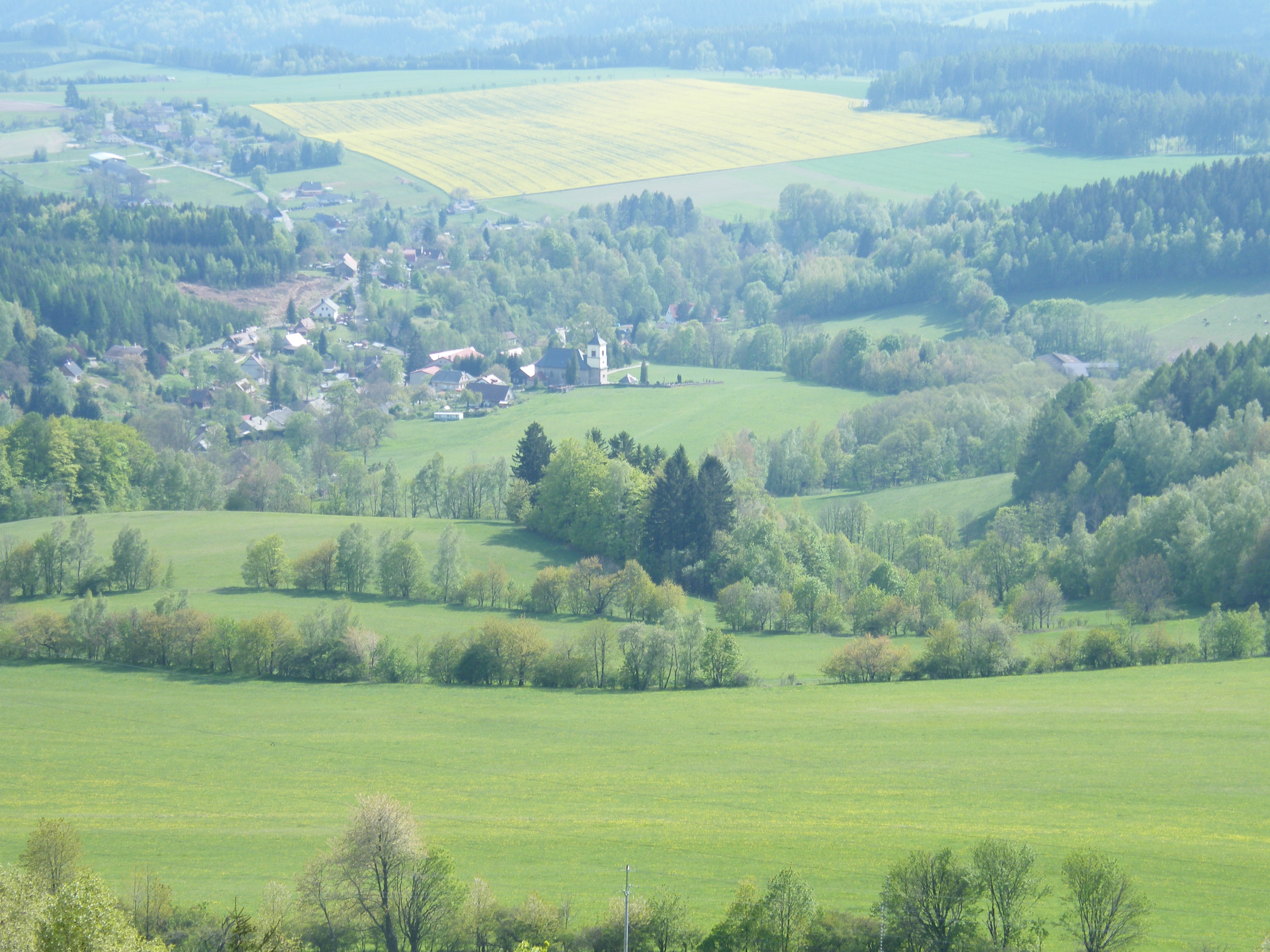
Blick auf Markoušovice und in Richtung Starý Sedloňov

Starý Sedloňov (deutsch Alt Sedlowitz) ist eine zum Ortsteil Markoušovice der Gemeinde Velké Svatoňovice (deutsch Groß Schwadowitz) gehörige Ansiedlung im Okres Trutnov der Tschechischen Republik.

## Geographische Lage
Starý Sedloňov befindet sich unweit vom Habichtsgebirge (Jestřebí hory) in der Hertiner Furche (Rtyňská brázda). In der Nähe des Ortes erhebt sich der Žaltman (739 m).

## Geschichte
Zum Ort, der der Herrschaft Nachod unterstand, gehörten ursprünglich auch die beiden Siedlungen Siebenhäuser und Erbstollen. In der Nähe des Ortes befand sich die deutsch-tschechische Sprachgrenze.
Ab 1938/39 lag Alt Sedlowitz als eine selbstständige Gemeinde im Reichsgau Sudetenland, Landkreis Trautenau, Regierungsbezirk Aussig. Hier lebten im Jahre 1939 410 Einwohner. Nach Ende des Zweiten Weltkrieges 1945 mussten die meisten deutschen Bewohner des Ortes diesen zwangsweise räumen und die Tschechoslowakei für immer verlassen. Die Gemeinde wurde nach Markoušovice eingemeindet. Letzterer Ort wurde wiederum 1976 nach Velké Svatoňovice eingemeindet.
Im Ort befand sich das Tanzlokal Zum Altenhof, das sich mit dem aufkommenden Tourismus zum Ausflugsziel entwickelte.